# Saint-Rémy-de-Blot
Saint-Rémy-de-Blot település Franciaországban, Puy-de-Dôme megyében. Lakosainak száma 247 fő (2022. január 1.). Saint-Rémy-de-Blot Ayat-sur-Sioule, Blot-l’Église, Lisseuil, Menat, Pouzol és Saint-Pardoux községekkel határos.

## Népesség
A település népessége az elmúlt években az alábbi módon változott:
| Lakosok száma | 232  | 232  | 234  | 230  | 234  | 238  | 242  | 244  | 247  |
|               | 2013 | 2015 | 2016 | 2017 | 2018 | 2019 | 2020 | 2021 | 2022 |